# 小行星4967
小行星4967（4967 Glia）是一颗绕太阳运转的小行星，为主小行星带小行星。该小行星于1983年2月11日发现。

## 轨道参数
小行星4967的轨道半长轴为3.1529596 UA，离心率为0.044。